# Sydney Pickrem
Sydney Pickrem (Oldsmar, 21 maggio 1997) è una nuotatrice canadese, nata negli Stati Uniti.

## Carriera
Specializzata nei misti, ha conquistato sei bronzi ed un argento ai mondiali ed un bronzo olimpico nella staffetta 4x100 metri misti a Tokyo 2020.

## Palmarès
- Giochi olimpici

Tokyo 2020: bronzo nella 4x100m misti.
- Mondiali

Budapest 2017: bronzo nei 400m misti.
Gwangju 2019: bronzo nei 200m rana, nei 200m misti e nella 4x100m misti.
Doha 2024: argento nei 200m misti, bronzo nei 200m rana e nella 4x100m misti.
- Mondiali in vasca corta

Abu Dhabi 2021: oro nei 200m misti e nella 4x200m sl, argento nella 4x100m misti.
Melbourne 2022: argento nella 4x200m sl, bronzo nella 4x100m misti.
Budapest 2024: bronzo nella 4x100m sl.
- Campionati panpacifici

Tokyo 2018: argento nei 200m misti.
- Giochi panamericani

Toronto 2015: argento nei 400m misti, bronzo nei 200m misti.
Santiago del Cile 2023: oro nei 200m rana e nei 200m misti, bronzo nella 4x200m sl.
- Mondiali giovanili

Dubai 2013: bronzo nei 200m misti.

## International Swimming League
| Stagione 2019 | Stagione 2020 | Stagione 2021 |
| ------------- | ------------- | ------------- |
| London Roar   | London Roar   | London Roar   |